# Grletinec
Grletinec es una localidad de Croacia situada en el municipio de Hum na Sutli, en el condado de Krapina-Zagorje. Según el censo de 2021, tiene una población de 192 habitantes.